# Мацео (Месина)
Мацео је насеље у Италији у округу Месина, региону Сицилија.
Према процени из 2011. у насељу је живело 569 становника. Насеље се налази на надморској висини од 10 м.